# 州河
州河，是中国长江流域的一条河流，汇入渠江东源左岸，属于嘉陵江水系。河长306千米，流域面积11180平方千米，多年平均流量22立方米每秒。自然落差1025米。水能理论蕴藏量14万千瓦。